# Laurentius Thoreri Billichius
Laurentius Thoreri Billichius, född 1597 i Långsäter, Bergs socken i Västergötland, död 1 januari 1678 i Göteborg, var en svensk  rektor, hovpredikant och biskop i Göteborgs stift 1671–1678.

## Biografi
Billichius blev student vid Uppsala universitet år 1612 och prästvigdes 1620. Han blev 1626 fältpredikant hos Gustav II Adolf i Preussen 1626, reste 1630 till Holland som kunglig stipendiat och blev 1633 magister i Leyden. Billichius blev efter hemkomsten hovpredikant och rektor i Mariestad, därefter kyrkoherde i Filipstad 1647 och i Mariestad 1647–1671.
Han utnämndes 1671, vid 74 års ålder, till biskop i Göteborgs stift.
Han var gift två gånger, den senaste vid 75 års ålder. Han ligger begravd i Mariestad.
"Fil doktor Laurentius Thoreri Billichius född 1597 i Långsäters by och Bergs församling nära berget Billingen i Wadsbo härad av Westergötland. 
Han studerade i Mariestad från 1604 och i Uppsala från 1612, reste derpå utrikes, men måste i brist på medel återvända till fäderneslandet. Prestvigd till huspredikant hos riksrådet Bo Ribbing på Säby, 1625 fältpredikant vid Nerikes och Wermlands regementen, någon tid derpå kappelan på Berg, hvilken tjenst han lemnade 1629. Följande år, 1630, gjorde han en kort tid tjenst vid svenska armén i Pommern, därefter blef han af Gustaf II Adolf kallad till hofpredikant. Försedd med kongl. Stipendium afreste han till Holland och blef fil d:r i Leyden 1633.
Vid hemkomsten blef han rektor i Mariestad 1637, riksdagsfullmäktig 1638, pastor i Filipstad 1640, prost öfver östra Wermland 1646, riksdagsman 1647, pastor i Fryksdalen s.å., erhöll transport s.å., hvarest han i 23 år var pastor i Mariestad, blef vid 75 års ålder biskop i Göteborg 1671, död 1678 och begraven i Mariestads kyrka, där han låtit tillreda sig grafställe."
Källa: Pettersson & Litzén, Göteborgs stifts herdaminne 1872 (Karin Holmstrands anteckningar).
Mer om Laurentius Thoreri Billichius:
"F. på gården Långesäter "vid berget Billingen", Berg, Skaraborg. 1., 1597 3/2, son till bonden Tord och broder till överstelöjtnanten Jonas Tordsson, adl. Leijonram. Till Mariestads skola, stud. i Uppsala 1621 18/2 (Laurentius Toreri Wasbensis, prv i Mariestad s.å. enl. en annan uppgift 1620, 1)  kallad till huspred. hos riksrådet Bo Ribbing på Säby, Visnum, fältpred. vid Alexander Leslies reg:te, i vilket värmlandskompanierna ingick, och hade som sådan frihet på hemmanet Bråten, Ölme, 2) åtföljde reg: et till Preussen 1625 och till Pommern 1629, utnämnd av Gustav II Adolf till hovpred. Och "fick vid denna sysslan ännu mera röna denne högstbemäldes konungs nåd, tymedelst att han fick ett rikligt understöd ånyo besöka utrikes lärosäten", 1) stud i Leiden 1630 4/11, disp 1631 (De meteoris aqueis, compositis & apparentibus. Pres. Franco Burgersdicius) och s.å. (De animarum & animatorum generibus. (...)"
Ur Edestam: Karlstad stifts herdaminne, del 3.
(På Wikitree.com kan man bland annat läsa att fadern Tord var nämndeman i Vadsbro härad och att sonen Laurentius tilldelades gården Långesäter 1659.)
Mer kan sägas, hämtat från ovanstående källa, att han 1647 beklagade sig hos drottningen att hans inkomster från tjänsten i Filipstad var så små att han nödgas gå därifrån "för fattigdoms skull". Han sökte tjänst i S pastorat och blev utnämnd, men invånarna i Filipstad ville ha honom kvar och i ett kungligt brev från Christer Bonde, där han begär förbättrat underhåll i form av 40 tunnor spannmål för Billichius räkning, beskrivs Billichius som en "stadig, allvarsam, skicklig och lärd man". Tills vidare skedde det enligt K.M:ts önskan, men han bytte tjänst med sin svåger i Mariestad, där han blev kvar i 24 år innan han blev utnämnd till biskop i Göteborg.